# Герб Пологів
Герб Поло́гів затверджений рішенням Пологівської міської ради.
Автором сучасного герба є А. Гречило.

## Опис
У зеленому полі срібна балка. Над нею золоті перехрещені молоток і залізничний ключ, обабіч яких по срібному шестикутнику, під нею йде золотий кінь.

## Значення символіки
Перехрещені молоток і залізничний ключ вказують на походження міста. Два срібні шестикутники означають дві найважливіших області промисловості — видобуток каоліну і вогнетривких глин і виготовлення будматеріалів.
Кінь — символ легенди за якою в межах міста у стародавні часи, коли річка Конка була судноплавною, затонув турецький корабель із золотим конем. Золотий колір вказує на розвитий агропромисловий комплекс і на розташування міста в степовій зоні. Срібна геральдична балка (у прапорі — біла смуга) і кінь (у гербі) уособлюють річку Конку, уздовж якої розташувалося місто. Герб вписаний у декоративний картуш і увінчаний срібною міською короною.